# 이원종 (1966년)
이원종(李原種, 1966년 1월 1일~)은 대한민국의 배우이다.

## 생애 및 경력
1987년 연극배우로 첫 데뷔를 하여 1991년 KBS 한국방송공사 드라마에 첫 출연을 하였다. 1993년 극단 '미추'에 들어가면서 본격적인 연기 인생을 시작하였고, 1994년 영화 《커피 카피 코피》의 단역으로 영화에 첫 출연을 하였다. 이후 연극배우, 영화배우, 텔레비전 연기자로 두루 활약하다가 1998년 영화 《투캅스 3》의 단역 출연과 1999년 영화 《주유소 습격 사건》의 단역 출연, 1999년 영화《인정사정 볼 것 없다》의 조연으로 점점 유명세를 타기 시작하였다. 같은 해 KBS1 드라마 《용의 눈물》에서 여진족장과 걸인 왕초 등 1인 2역을 하면서 브라운관에 얼굴을 알리기 시작했으며, SBS 드라마 《야인시대》에서 김두한의 보스 구마적 역을 맡으며 '흥행 보증수표'로 거듭났다.

## 학력
- 대전대신고등학교 졸업
- 경기대학교 행정학과 학사

## 출연작

### 영화
- 1994년 《커피 카피 코피》
- 1998년 《투캅스 3》 ... 트럭 운전수 역
- 1999년 《인정사정 볼 것 없다》 ... 박 형사 역
- 1999년 《주유소 습격 사건》 ... 경찰2 역
- 2000년 《반칙왕》 ... 오대산 역
- 2001년 《신라의 달밤》 ... 마천수 역
- 2001년 《달마야 놀자》 ... 현각스님 역
- 2002년 《재밌는 영화》 ... 고국장 역
- 2002년 《라이터를 켜라》 ... 짭새 역 (우정출연)
- 2002년 《4발가락》 ... 해태 역
- 2002년 《남자 태어나다》 ... 황 코치 역
- 2002년 《유아독존》 ... 풍호 역
- 2003년 《조폭 마누라 2 - 돌아온 전설》 ... (우정출연)
- 2003년 《황산벌》 ... 연개소문 역 (특별출연)
- 2003년 《화성으로 간 사나이》 ... 득삼 역 (우정출연)
- 2003년 《란의 연가》 ... 삼촌 역
- 2003년 《오! 브라더스》 ... 홍사장 역 (특별출연)
- 2004년 《여선생 VS 여제자》 ... 고참경찰 역 (특별출연)
- 2004년 《달마야, 서울 가자》 ... 현각스님 역
- 2005년 《여자, 정혜》 ... (특별출연)
- 2005년 《화기애애》
- 2006년 《미녀는 괴로워》 ... 점쟁이 꽃도령 역 (특별출연)
- 2006년 《다세포 소녀》 ... 왕칼 언니 역
- 2006년 《구세주》 ... 두식 역 (특별출연)
- 2007년 《허브》 ... 장 순경 역
- 2007년 《이장과 군수》 ... 시위대 역 (우정출연)
- 2007년 《날아라 허동구》 ... 부동산 사장 역 (우정출연)
- 2007년 《여름이 시키는대로》 ... 문복동 역
- 2008년 《날나리 종부전》 ... 천 회장 역
- 2008년 《1724 기방난동사건》 ... 칠갑 역
- 2009년 《마린 보이》 ... 개코 역
- 2009년 《정승필 실종사건》 ... 마동포 역 (특별출연)
- 2009년 《하늘과 바다》 ... 사장 역 (특별출연)
- 2010년 《쩨쩨한 로맨스》 ... 이세영 역 (특별출연)
- 2011년 《나는 아빠다》 ... 장기밀매 의사 역 (우정출연)
- 2011년 《평양성》 ... 연개소문 역(우정출연)
- 2011년 《핑크》 ... 경수 역
- 2013년 《남자사용설명서》 ... 육봉아 감독 역
- 2014년 《백프로》 ... 종희 아버지 역
- 2015년 《화끈한 써비스: 어느 잔인한 미용사의》 ... 양길수 역
- 2016년 《인천상륙작전》 ... 김일성 역 (특별출연)
- 2017년 《역모: 반란의 시대》 ... 만석 역
- 2017년 《실종 2》 ... 송헌 역
- 2018년 《꼬리》 (단편 영화) ... 종학 역
- 2019년 《자전차왕 엄복동》 ... 최재필 역 (특별출연)
- 2019년 《크게 될 놈》 ... 망치 역
- 2019년 《발광하는 현대사》 ... 춘배 역
- 2021년 《아수라도》 ... 이해명 역
- 2024년 《행복의 나라》 ... 정진우 역

### 드라마
- 1991년 KBS2 어린이드라마 《사랑의 학교》
- 1995년 3월 MBC 《경찰청 사람들》 - 재연배우 역
- 1996년 KBS1 대하드라마 《용의 눈물》 ... 먼터무, 거러지 임금 1인 2역
- 1997년 MBC 일일시트콤 《남자 셋 여자 셋》
- 1997년 SBS 월화드라마 《여자》
- 1998년 KBS1 대하드라마 《왕과 비》 ... 곽연성 역
- 1998년 KBS2 주말연속극 《야망의 전설》 ... 취조관 역
- 1999년 KBS2 주말연속극 《사랑하세요?》... 김세풍 역
- 1999년 KBS2 《부부클리닉 사랑과 전쟁》 ... 게스트 역
- 2000년 SBS 주말극장 《왕룽의 대지》
- 2001년 KBS2 《특종 사건파일》... 재연배우 역
- 2002년 SBS 대하드라마 《야인시대》 ... 구마적 고희경 역
- 2002년 SBS 특별기획 《대망》 ... 스님 역
- 2003년 KBS2 일일시트콤 《달려라 울엄마》 ... 구원종 역
- 2003년 KBS2 주말연속극 《보디가드》 ... 방만목 역
- 2004년 KBS2 HD 특별기획드라마 《해신》 ... 최무창 역
- 2005년 SBS 추석특집극 《하노이 신부》 ... 박석우 역
- 2006년 KBS2 성장드라마 《성장드라마 반올림 시즌 3》 ... 박잠봉 역
- 2006년 SBS 주말특별기획 《사랑과 야망》 ... 조봉진 역
- 2006년 SBS 추석특집극 《깜근이 엄마》 ... 조상목 역
- 2006년 KBS1 단막극 《HD TV문학관 - 나쁜 소설》 ... 만근 역
- 2007년 SBS 드라마스페셜 《쩐의 전쟁》 ... 마동포/양봉구 역
- 2008년 KBS2 대하드라마 《대왕 세종》 ... 윤회 역
- 2008년 SBS 드라마스페셜 《일지매》 ... 변식 역
- 2008년 KBS2 납량특집극 《2008 전설의 고향》〈사신이야기〉 ... 저승사자 김사신 역
- 2008년 SBS 월화드라마 《식객》 ... 달평 역
- 2008년 메가TV 오리지날드라마 《미스터리 형사》 ... 이강호 역
- 2009년 SBS 대하사극 《자명고》 ... 낭랑국 - 차차숭 역
- 2009년 KBS2 수목드라마 《파트너》 ... 김용수 역
- 2009년 KBS2 주말특별기획드라마 《열혈 장사꾼》 ... 매왕 역
- 2010년 KBS2 수목드라마 《추노》 ... 복동 역 (특별출연)
- 2010년 KBS2 월화드라마 《부자의 탄생》 ... 석봉의 중학교 수학선생 역 (특별출연)
- 2010년 KBS2 단막극 《KBS 드라마 스페셜 - 무서운 놈과 귀신과 나》 ... 강두섭 역
- 2010년 MBC 특별기획 주말드라마 《김수로》 ... 염사치 역
- 2010년 KBS2 월화드라마 《성균관 스캔들》 ... 박수무당 역 (특별출연)
- 2010년 SBS Plus 시트콤 《이글이글》 ... 이원종 역
- 2011년 KBS2 단막극 《KBS 드라마 스페셜 - 화평공주 체중감량사》 ... 왕 역
- 2011년 SBS 주말특별기획 《여인의 향기》 ... 윌슨 역
- 2011년 SBS 월화드라마 《무사 백동수》 ... 홍대주 역
- 2011년 OCN 미니시리즈 《뱀파이어 검사》 ... 황순범 역
- 2011년 KBS2 단막극 《KBS 드라마 스페셜 - 터미널》 ... 클리너 역
- 2012년 KBS2 수목드라마 《난폭한 로맨스》 ... 유영길 역
- 2012년 KBS2 수목드라마 《적도의 남자》 ... 이용배 역
- 2012년 OCN 미니시리즈 《히어로》 ... 준성 역(특별출연)
- 2012년 MBC 특별기획 주말드라마 《닥터 진》 ... 주팔이 역
- 2012년 OCN 미니시리즈 《뱀파이어 검사 2》 ... 황순범 역
- 2013년 KBS2 수목드라마 《천명: 조선판 도망자 이야기》 ... 거칠 역
- 2013년 KBS2 특별기획드라마 《칼과 꽃》 ... 장포 역
- 2013년 MBC 월화드라마 《기황후》 ... 독만질아 역
- 2014년 SBS 월화드라마 《비밀의 문: 의궤 살인 사건》 ... 박문수 역
- 2014년 SBS 주말특별기획 《미녀의 탄생》 ... 택시기사 역 (특별출연)
- 2015년 KBS2 단막극 《KBS 드라마 스페셜 - 바람은 소망하는 곳으로 분다》 ... 유재만 역
- 2015년 SBS 드라마스페셜 《냄새를 보는 소녀》 ... 강혁 역
- 2015년 KBS2 수목드라마 《복면검사》 ... 지동찬 역
- 2015년 tvN 월화드라마 《신분을 숨겨라》 ... 최태평 역
- 2015년 KBS2 단막극 《KBS 드라마 스페셜 - 귀신은 뭐하나》 (특별출연)
- 2015년 OCN 미니시리즈 《귀신 보는 형사 처용 2》
- 2015년 KBS2 특별기획드라마 《장사의 신 - 객주 2015》 ... 길상문 역
- 2015년 SBS 드라마스페셜 《리멤버 - 아들의 전쟁》 ... 석주일 역
- 2016년 KBS2 월화드라마 《베이비시터》 ... 상원 부 역
- 2016년 MBC 수목미니시리즈 《굿바이 미스터 블랙》 ... 고성민 역
- 2016년 tvN 월화드라마 《피리부는 사나이》 ... 이철용 형사 역
- 2016년 MBC 월화드라마 《몬스터》 ... 나도광 역
- 2016년 KBS2 수목드라마 《함부로 애틋하게》 ... 노장수 역 (특별출연)
- 2017년 KBS2 수목드라마 《맨몸의 소방관》 ... 장광호 역
- 2017년 KBS2 금토드라마 《최강 배달꾼》 ... 오성환 역 (특별출연)
- 2017년 SBS 월화드라마 《조작》 ... 남강명 역
- 2018년 KBS2 미니시리즈 《라디오 로맨스》 ... 강희석 역
- 2018년 웹드라마 《빙상의 신》 ... 천사 역
- 2018년 JTBC 월화드라마 《미스 함무라비》 ... 배곤대 역
- 2018년 MBC 특별기획 주말드라마 《숨바꼭질》 ... 조필두 역 (특별출연)
- 2018년 OCN 수목드라마 《손 the guest》 ... 육광 역
- 2019년 OCN 수목드라마 《빙의》 ... 유반장 역
- 2019년 MBC 월화드라마 《특별근로감독관 조장풍》 ... 하지만 역
- 2019년 tvN 월화드라마 《위대한 쇼》 ... 정종철 역
- 2020년 채널A 금토드라마 《거짓말의 거짓말》 ... 윤상규 역
- 2020년 SBS 금토드라마 《날아라 개천용》... 한상만 역
- 2021년 tvN 월화드라마 《루카：더 비기닝》... 김만식 역
- 2022년 Netflix 《종이의 집: 공동경제구역》... 모스크바 역
- 2022년 TV조선 토요드라마 《마녀는 살아있다》... TV 속 자연인 역
- 2023년 쿠팡플레이 《미끼》… 김연광 역
- 2023년 KBS2 대하드라마 《고려거란전쟁》... 강조 역
- 2024년 JTBC 토일드라마 《히어로는 아닙니다만》 - 박 사장 역 (특별출연)
- 2024년 KBS2 주말드라마 《다리미 패밀리》 ... 백곰 역 (특별출연)
- 2025년 SBS 금토드라마 《귀궁》 ...가섭스님 역

### CF
- 2002년 롯데푸드 국화빵과 아이스크림
- 2002년 오리온 오감자
- 2002년 한솔 CSN 한솔 CS 클럽
- 2004년 오뚜기 양념이 진짜라면

### 연극
- 2010년 《블라인드》
- 2014년 《맨 프럼 어스》

### 콘서트
- 2011년 《박신양 콘서트》
- 2012년 《박신양 콘서트》

### 방송
- 1995년 《경찰청 사람들》
- 2007년 《그랑프리쇼 여러분 - 불량아빠클럽》
- 2013년 《심장이 뛴다》
- 2015년 《정글의 법칙》
- 2016년 《배우학교》
- 2022년 《심야괴담회》 (59회, 2022.08.18)
- 2022년 《식객 허영만의 백반기행》 (166회, 2022.08.26)

### 유튜브
- 1등미디어 - 꼰대 1등 역

### 라디오 프로그램
- 2015년 EBS FM 《EBS 책 읽는 라디오 낭독 시리즈》

## 기타 활동
- 양주시 홍보대사

## 수상 경력
- 2002년 SBS 연기대상 조연상 《야인시대》
- 2006년 KBS 연기대상 특집·문학관상 《HD TV문학관 - 나쁜 소설》
- 2007년 SBS 연기대상 미니시리즈 부문 남자 조연상 《쩐의 전쟁》
- 2008년 KBS 연기대상 주간극 부문 남자우수연기상 《대왕세종》
- 2023년 KBS 연기대상 남자 조연상 《고려 거란 전쟁》